# Sabine Tröger
Sabine Tröger (Viena, Austria, 7 de junio de 1967) es una atleta  retirada especializada en la prueba de 200 m, en la que consiguió ser medallista de bronce europea en pista cubierta en 1992.

## Carrera deportiva
En el Campeonato Europeo de Atletismo en Pista Cubierta de 1992 ganó la medalla de bronce en los 200 metros, con un tiempo de 23.35 segundos, tras Oksana Stepicheva  del Equipo Unificado y la rumana Iolanda Oanta  (plata con 23.23 segundos).